# Paul Wolochuk
Paul Gerard Wolochuk (* 1988 in Saskatoon) ist ein kanadischer Biathlet.
Paul Wolochuk begann 2002 mit dem Biathlonsport. Er studiert an der University of Alberta in Camrose und startet für das universitäre Augustana Biathlon Team, zuvor für den Spitfire Biathlon Club, wo er von Ray Richards trainiert wurde. Nachdem er erfolgreich auf nationaler Ebene die verschiedenen Altersklassen im Biathlon durchlaufen hatte, nahm er im Rahmen der Nordamerikanischen Meisterschaften im Sommerbiathlon 2008 in Canmore erstmals bei einer internationalen Meisterschaft bei den Männern teil und wurde 17. des Einzels auf Rollski. Schon im Jahr zuvor startete er für das Team Saskatchewan bei den Kanadischen Winterspielen und wurde 13. des Einzels und 23. des Sprints.

## Belege
1. ↑  Ergebnisse der Einzel (Memento des Originals vom 13. Februar 2014 im Internet Archive)  Info: Der Archivlink wurde automatisch eingesetzt und noch nicht geprüft. Bitte prüfe Original- und Archivlink gemäß Anleitung und entferne dann diesen Hinweis. (PDF; 95 kB)

| Personendaten    | Personendaten                              |
| ---------------- | ------------------------------------------ |
| NAME             | Wolochuk, Paul                             |
| ALTERNATIVNAMEN  | Wolochuk, Paul Gerard (vollständiger Name) |
| KURZBESCHREIBUNG | kanadischer Biathlet                       |
| GEBURTSDATUM     | 1988                                       |